# Calle de Santa María (San Sebastián)
La calle de Santa María fue una vía pública de la ciudad española de San Sebastián.

## Descripción
La vía, que habría compartido trazado en algún momento con la actual calle Mayor, no existe hoy día. Aparece descrita en Las calles de San Sebastián (1916) de Serapio Múgica Zufiria con las siguientes palabras:

Calle de Santa María.—Aparece en las Ordenanzas de 1489 y en el Padrón de vecinos de 1566. Al hablar de la Calle Mayor, exponemos las razones que existen para creer que antiguamente, aquélla y la de Santa María eran una misma, aunque en el plano de Ugartemendía aparece el año 1813 con la designación de Santa María, un callejón entre la calle del Campanario y la subida del castillo, que ocupa el mismo lugar que la actual Calle de Subida al Castillo. Buscando antecedentes acerca del particular, hemos visto una escritura de 1616 en donde se decía, «unas casas cabañas que yo tengo en la acera que va del campanario de la iglesia parroquial de Santa María para ir al muelle a mano derecha.» A nuestro juicio, en esta escritura se menciona el mismo lugar designado en el plano de Ugartemendía con el nombre de «Calle de Santa María», y sin embargo en el documento no se le cita, induciéndonos esta omisión a creer, que por entonces al menos, no tenía aquella denominación. Hoy no existe calle de este nombre.
(Múgica Zufiria, 1916, p. 125)